# Delosperma lehmannii
Delosperma lehmannii és una espècie de planta suculenta del gènere Delosperma, de la família Aizoaceae, originària de Sud-àfrica.

## Descripció
Planta perenne, que pot tenir una mort regressiva de les fulles a l'hivern. De fins a 25 cm d'alçada, les tiges tendeixen a estendre's horitzontalment, de forma rastrera; les fulles són de color verd grisós, amb tres cares amb la punta lleugerament arrodonida, oposades i unides per la base, d'uns 2 cm de llarg i 0,5 cm d'ample; les flors són grogues.

## Taxonomia
Delosperma lehmannii (Eckl. & Zeyh.) Schwantes in H.Jacobsen va ser descrita per Hermann Johannes Heinrich Jacobsen, i publicada al National Cactus and Succulent Journal 4: 58. 1949.
Etimologia
- Delosperma: nom genèric provinent de les paraules gregues 'delos' = evident i 'sperma' = llavor.
- lehmannii: epítet atorgat en honor del botànic alemany Johan Georg Christian Lehmann.[3]

Sinonímia
- Mesembryanthemum lehmanni Eckl. & Zeyh.
- Corpuscularia lehmannii (Eckl. & Zeyh.) Schwantes